# Joaquim García Girona
Joaquim García Girona (Benasal, Castellón; 21 de abril de 1867 - Baeza, Jaén; 13 de diciembre de 1928) fue un poeta y religioso español.

## Obra
Su principal obra es el largo poema épico Seidia, de 6.251 versos distribuidos en 1.045 estrofas y estructurado en un Preludio, 13 Cantos y un Epílogo. Inició la composición a finales del siglo XIX y lo concluyó alrededor de 1908. Este poema fue galardonado en los Juegos Florales de Valencia de 1919 y obtuvo un inmediato y gran éxito. Narra los primeros momentos de la reconquista del Reino de Valencia por el rey Jaime I. El poema, que Manuel Sanchis Guarner consideró superior a la poesía de exaltación habitual de la época, posee gran intensidad expresiva, se adhiere objetivamente a los hechos históricos y saca provecho de la riqueza léxica popular en forma de dichos y refranes, pudiéndose encontrar la influencia tanto de Jacinto Verdaguer como de Frédéric Mistral.
Realizó una importante tarea como lingüista, con la elaboración del Vocabulari del Maestrat (letras A-G), que dejó inacabado y que años más tarde concluiría otro lingüista valenciano muy ligado al pueblo de Benasal: Carles Salvador. 
También se le deben traducciones de Horacio, tarea en la cual aprovechó los profundos conocimientos de latín debidos a su formación religiosa. Del Jardí d'Horaci es una recolección de 19 poemas y tres artículos sobre teoría de la traducción de una lengua clásica a una lengua moderna.
Es destacable en su carrera eclesiástica la dirección del Seminario de Zaragoza. En el momento de su muerte era director del Seminario de Baeza.
El Ayuntamiento de Benasal lo nombró hijo ilustre y le dedicó una calle y una plaza conmemorativa, que fue destruida durante la Guerra Civil.